# Osnovna šola Rodica, Domžale
Osnovna šola Rodica je osnovna šola na Rodici pri Domžalah. 
Na šoli je 767 učencev. Šola ima tudi podružnico in sicer OŠ Jarše. Na njej učenci od 1. do 4. razreda pridobijo ustrezno znanje za nadaljevanje šolanja (5. do 9. razred). Šola je eko šola, podpira projekt jabolko in je UNESCO šola.
Ravnateljica na šoli je Milena Vidovič, njen pomočnik pa je Marko Drobne.